# Павловка (Узункольський район)
Па́вловка (каз. Павлов) — село у складі Узункольського району Костанайської області Казахстану. Входить до складу Узункольського сільського округу.
Населення — 149 осіб (2021; 357 у 2009, 383 у 1999, 432 у 1989).